# Safre
Safre peut faire référence à :
- Un bleu saphir.
- Un smalt : Dans l'Encyclopédie d'Alembert, le smalt (ou saffre) désigne un cobalt transformé par calcination qui est mêlé à du sable et forme après frittage, un verre bleu foncé qui est appelé azur ou émail à quatre feu[1].
- En Provence, une roche argilo-sableuse[2].